# Protesta del Jarao
La Protesta del Jarao es un hecho histórico ocurrido en Hornos de Cal, en la provincia de Sancti Spíritus (Cuba), el 15 de abril de 1879, dirigido por el general Ramón Leocadio Bonachea.

## Historia
El general Ramón Bonachea firmó en Hornos de Cal, en las proximidades de Sancti Spíritus, la Protesta del Jarao, durante la deposición de las armas de la zona central del país. En la protesta expresó el no acatamiento al Pacto del Zanjón, puesto que solo se rendía con el propósito de viajar al exterior para organizar de nuevo la lucha, demostrando que no solo en el oriente cubano estaban dispuestos a continuar la guerra y que era posible lograr la victoria si se lograba la unión entre todos las fuerzas que luchaban por la independencia. Entre los signatarios figuró el general cubano Serafín Sánchez.